# Csan Hao-csing
Csan Hao-csing (egyszerűsített kínai írással: 詹皓晴, pinjin: Zhān Hàoqíng, Wade–Giles: Chan Hao-ching; Tajpej (Taibei), 1993. szeptember 19. –) tajvani hivatásos teniszezőnő, olimpikon.
2010-ben kezdte profi pályafutását. Szinte kizárólag csak párosban versenyez. Eddig 21 páros WTA-győzelmet aratott, emellett két WTA125K és nyolc páros ITF-tornát tudott megnyerni. A Grand Slam-tornákon a legjobb eredményt vegyes párosban érte el, amikor 2014-ben Wimbledonban a fehérorosz Max Mirni párjaként döntőt játszott, valamint női párosban, amikor 2017-ben Wimbledonban a román Monica Niculescu párjaként szintén a döntőbe jutott. Legjobb páros világranglista helyezése az ötödik, amelyre 2016. június 27-én került.
Tajvan képviseletében részt vett a 2016-os riói olimpia páros versenyén. 2015 óta tagja Kína Fed-kupa-válogatottjának.
Testvére Latisha Chan szintén hivatásos teniszező, közösen vele párosban több WTA-tornát is nyert. Eredményükkel a Williams-nővérek mögött a második legeredményesebb testvérpár párosban a WTA történetében.

## Grand Slam-döntői

### Páros

#### Elveszített döntői (1)
| Év   | Helyszín  | Borítás | Partner          | Ellenfelek a döntőben                 | Eredmény a döntőben |
| 2017 | Wimbledon | Fű      | Monica Niculescu | Jekatyerina Makarova Jelena Vesznyina | 0–6, 0–6            |

### Vegyes páros

#### Elveszített döntői (1)
| Év   | Helyszín  | Borítás | Partner   | Ellenfelek a döntőben          | Eredmény a döntőben |
| 2014 | Wimbledon | Fű      | Max Mirni | Nenad Zimonjić Samantha Stosur | 4–6, 2–6            |

## WTA-döntői

### Páros

#### Győzelmei (21)
| Összesítés            |                              |
| Grand Slam-torna (0)  |                              |
| Premier Mandatory (0) | WTA 1000 (kötelező)* (0)     |
| Premier Five (2)      | WTA 1000 (nem kötelező)* (0) |
| Premier (5)           | WTA 500* (1)                 |
| International (11)    | WTA 250* (2)                 |

*2021-től megváltozott a tornák kategóriáinak elnevezése.
|     | Dátum                | Torna                                                 | Borítás   | Partner                 | Ellenfelek a döntőben                  | Eredmény a döntőben |
| 1.  | 2013. január 5.      | Shenzhen Open, Sencsen, Kína                          | Kemény    | Csan Jung-zsan          | Irina Burjacsok Valerija Szolovjova    | 6–0, 7–5            |
| 2.  | 2013. május 4.       | Portugal Open, Estoril, Portugália                    | Salak     | Kistina Mladenovic      | Darija Jurak Marosi Katalin            | 7-6(3), 6-2         |
| 3.  | 2014. április 20.    | Malaysian Open, Kuala Lumpur, Malajzia                | Kemény    | Babos Tímea             | Csan Jung-zsan Cseng Szaj-szaj         | 6-3, 6-4            |
| 4.  | 2014. június 21.     | AEGON International, Eastbourne, Egyesült Királyság   | Fű        | Csan Jung-zsan          | Martina Hingis Flavia Pennetta         | 6-3, 5-7, [10-7]    |
| 5.  | 2015. február 15.    | PTT Thailand Open, Pattaja, Thaiföld                  | Kemény    | Csan Jung-zsan          | Aojama Suko Tamarine Tanasugarn        | 2–6, 6–4, [10–3]    |
| 6.  | 2015. május 23.      | Nuremberg Cup, Nürnberg, Németország                  | Salak     | Anabel Medina Garrigues | Lara Arruabarrena Vecino Raluca Olaru  | 6–4, 7–6(5)         |
| 7.  | 2015. augusztus 23.  | Western & Southern Open, Cincinnati, Egyesült Államok | Kemény    | Csan Jung-zsan          | Casey Dellacqua Jaroszlava Svedova     | 7–5, 6–4            |
| 8.  | 2015. szeptember 19. | Japan Women's Open, Tokió, Japán                      | Kemény    | Csan Jung-zsan          | Nara Kurumi Doi Miszaki                | 6–1, 6–2            |
| 9.  | 2016. február 14.    | Taiwan Open, Kaohsziung, Tajpej                       | Kemény    | Csan Jung-zsan          | Hozumi Eri Kato Miju                   | 6–4, 6–3            |
| 10. | 2016. február 27.    | Qatar Total Open, Doha, Katar                         | Kemény    | Csan Jung-zsan          | Sara Errani Carla Suárez Navarro       | 6-3, 6-3            |
| 11. | 2016. október 16.    | Hong Kong Open, Hongkong                              | Kemény    | Csan Jung-zsan          | Naomi Broady Heather Watson            | 6–3, 6–1            |
| 12. | 2017. február 5.     | Taiwan Open, Tajvan                                   | Kemény    | Csan Jung-zsan          | Lucie Hradecká Kateřina Siniaková      | 6–4, 6–2            |
| 13. | 2017. október 15.    | Hong Kong Open, Hongkong                              | Kemény    | Csan Jung-zsan          | Lu Csia-csing Vang Csiang              | 6–1, 6–1            |
| 14. | 2018. február 24.    | Dubai Duty Free Tennis Championships, Dubaj           | Kemény    | Jang Csao-hszüan        | Hszie Su-vej Peng Suaj                 | 4–6, 6–2, [10–6]    |
| 15. | 2019. január 12.     | Moorilla Hobart International, Hobart                 | Kemény    | Latisha Chan            | Kirsten Flipkens Johanna Larsson       | 6–3, 3–6, [10–6]    |
| 16. | 2019. január 12.     | Qatar Total Open, Doha                                | Kemény    | Latisha Chan            | Anna-Lena Grönefeld Demi Schuurs       | 6–1, 3–6, [10–6]    |
| 17. | 2019. június 29.     | Nature Valley Open, Eastbourne                        | Fű        | Latisha Chan            | Kirsten Flipkens Bethanie Mattek-Sands | 2–6, 6–3, [10–6]    |
| 18. | 2019. szeptember 21. | Toray Pan Pacific Open, Oszaka                        | Kemény    | Latisha Chan            | Hszie Su-vej Hsieh Yu-chieh            | 7–5, 7–5            |
| 19. | 2023. február        | Hua Hin Championships, Huahin, Thaiföld               | Kemény    | Vu Fang-hszien          | Vang Hszin-jü Csu Lin                  | 6–1, 7–6(6)         |
| 20. | 2024. január 14.     | Hobart International, Hobart, Ausztrália              | Kemény    | Giuliana Olmos          | Kuo Han-jü Csiang Hszin-jü             | 6–3, 6–3            |
| 21. | 2024. április 21.    | Stuttgart Open, Stuttgart, Németország                | Salak (f) | Veronyika Kugyermetova  | Ulrikke Eikeri Ingrid Neel             | 4–6, 6–3, [10–2]    |

#### Elveszített döntői (20)
|     | Dátum                | Torna                                                      | Borítás      | Partner                | Ellenfelek a döntőben                       | Eredmény a döntőben |
| 1.  | 2012. február 12.    | PTT Pattaya Open, Pattaja                                  | Kemény       | Csan Jung-zsan         | Szánija Mirza Anastasia Rodionova           | 6–3, 1–6, [8–10]    |
| 2.  | 2012. március 4.     | Malaysian Open, Kuala Lumpur                               | Kemény (f)   | Fudzsivara Rika        | Csang Kaj-csen Csuang Csia-zsung            | 5–7, 4–6            |
| 3.  | 2013. augusztus 5.   | Southern California Open, Carlsbad, Egyesült Államok       | Kemény       | Janette Husárová       | Raquel Kops-Jones Abigail Spears            | 4–6, 1–6            |
| 4.  | 2013. szeptember 28. | Toray Pan Pacific Open, Tokió, Japán                       | Kemény       | Liezel Huber           | Cara Black Szánija Mirza                    | 6–4, 0–6, [9–11]    |
| 5.  | 2014. április 6.     | Family Circle Cup, Charleston, Egyesült Államok            | Salak (zöld) | Csan Jung-zsan         | Anabel Medina Garrigues Jaroszlava Svedova  | 6–7(4), 2–6         |
| 6.  | 2015. szeptember 26. | Toray Pan Pacific Open, Tokió, Japán                       | Kemény       | Csan Jung-zsan         | Garbiñe Muguruza Carla Suárez Navarro       | 5–7, 1–6            |
| 7.  | 2015. október 10.    | China Open, Peking, Kína                                   | Kemény       | Csan Jung-zsan         | Martina Hingis Szánija Mirza                | 7–6(9), 1–6, [8–10] |
| 8.  | 2016. június 25.     | AEGON International, Eastbourne, Egyesült Királyság        | Fű           | Csan Jung-zsan         | Darija Jurak Anastasia Rodionova            | 7–5, 6–7(4), [6–10] |
| 9.  | 2017. május 27.      | Internationaux de Strasbourg, Strasbourg, Franciaország    | Kemény       | Csan Jung-zsan         | Ashleigh Barty Casey Dellacqua              | 4–6, 2–6            |
| 10. | 2017. június 25.     | AEGON Classic, Birmingham, Nagy-Britannia                  | Fű           | Csang Suaj             | Ashleigh Barty Casey Dellacqua              | 1-6, 6–2, [8–10]    |
| 11. | 2017. július 15.     | Wimbledon, London                                          | Fű           | Monica Niculescu       | Jekatyerina Makarova Jelena Vesznyina       | 0–6, 0–6            |
| 12. | 2019. január 5.      | Brisbane International, Brisbane, Ausztrália               | Kemény       | Latisha Chan           | Nicole Melichar Květa Peschke               | 1–6, 1–6            |
| 13. | 2021. február 7.     | Gippsland Trophy, Melbourne, Ausztrália                    | Kemény       | Latisha Chan           | Barbora Krejčíková Kateřina Siniaková       | 3–6, 6–7(4)         |
| 14. | 2022. augusztus 7.   | Silicon Vlley Classic, San José, USA                       | Kemény       | Aojama Súko            | Hszü Ji-fan Jang Csao-hszüan                | 5–7, 0–6            |
| 15. | 2023. február 12.    | Abu Dhabi Open, Abu-Dzabi, Egyesült Arab Emírségek         | Kemény       | Aojama Súko            | Luisa Stefani Csang Suaj                    | 6–3, 2–6, [8–10]    |
| 16. | 2023. február 25.    | Dubai Tennis Championships, Dubaj, Egyesült Arab Emírségek | Kemény       | Latisha Chan           | Veronyika Kugyermetova Ljudmila Szamszonova | 4–6, 7–6(4), [1–10] |
| 17. | 2023. október 8.     | China Open, Peking, Kína                                   | Kemény       | Giuliana Olmos         | Marie Bouzková Sara Sorribes Tormo          | 6–3, 0–6, [4–10]    |
| 18. | 2024. június 23.     | German Open, Berlin, Németország                           | Fű           | Veronyika Kugyermetova | Vang Hszin-jü Cseng Szaj-szaj               | 2–6, 5–7            |
| 19. | 2024. június 29.     | Bad Homburg Open, Bad Homburg, Németország                 | Fű           | Veronyika Kugyermetova | Nicole Melichar-Martinez Ellen Perez        | 6–4, 3–6, [8–10]    |
| 20. | 2024. október 5.     | China Open, Peking, Kína                                   | Kemény       | Veronyika Kugyermetova | Sara Errani Jasmine Paolini                 | 4–6, 4–6            |

## WTA 125K döntői: 2 (2–0)

### Páros: 2 (2–0)
| Eredmény | No. | Dátum             | Torna               | Borítás     | Partner             | Ellenfelek a döntőben            | Eredmény         |
| -------- | --- | ----------------- | ------------------- | ----------- | ------------------- | -------------------------------- | ---------------- |
| Győztes  | 1.  | 2012. november 4. | Taipei Open, Tajvan | Szőnyeg (f) | Kristina Mladenovic | Csang Kaj-csen Volha Havarcova   | 5–7, 6–2, [10–8] |
| Győztes  | 2.  | 2014. november 3. | Taipei Open, Tajvan | Szőnyeg (f) | Csan Jung-zsan      | Csang Kaj-csen Csuang Csia-zsung | 6–4, 6–3         |

## ITF döntői

### Páros: 11 (8−3)
| Díjazás        |
| -------------- |
| WTA 125 torna  |
| $100,000 torna |
| $75,000 torna  |
| $50,000 torna  |
| $25,000 torna  |
| $10,000 torna  |

| Eredmény | No. | Dátum               | Torna                 | Borítás     | Partner             | Ellenfél a döntőben                 | Eredmény          |
| -------- | --- | ------------------- | --------------------- | ----------- | ------------------- | ----------------------------------- | ----------------- |
| Győztes  | 1.  | 2007. november 3.   | Taoyuan City, Tajvan  | Kemény      | Csan Jung-zsan      | Hszie Su-jing Hszie Su-vej          | 6–1, 2–6, [14–12] |
| Döntős   | 1.  | 2010. augusztus 7.  | Balikpapan, Indonézia | Kemény      | Kao Sao-jüan        | Ayu-Fani Damayanti Lavinia Tananta  | 6–4, 7–5          |
| Döntős   | 2.  | 2010. október 9.    | Jakarta, Indonézia    | Kemény      | He Sze-zsuj         | Sandy Gumulya Moe Kawatoko          | 7–6(3), 7–5       |
| Győztes  | 2.  | 2011. május 1.      | Gifu, Japán           | Kemény      | Csan Jung-zsan      | Noppawan Lertcheewakarn Erika Sema  | 6–2, 6–3          |
| Győztes  | 3.  | 2011. május 28.     | Changwon, Dél-Korea   | Kemény      | Cseng Szaj-szaj     | Yurika Sema Erika Takao             | 6–2, 4–6, [11–9]  |
| Győztes  | 4.  | 2011. június 4.     | Gimcheon, Dél-Korea   | Kemény      | Remi Tezuka         | Kim Ji-young Yoo Mi                 | 7–5, 6–4          |
| Győztes  | 5.  | 2011. augusztus 5.  | Peking, Kína          | Kemény      | Csan Jung-zsan      | Tetyjana Luzsanszka Cseng Szaj-szaj | 6–2, 6–3          |
| Döntős   | 3.  | 2011. augusztus 13. | Tajpej, Tajvan        | Kemény      | Csen Ji             | Kao Sao-jüan Peangtarn Plipuech     | 6–3, 6–4          |
| Győztes  | 6.  | 2012. január 6.     | Csüancsou, Kína       | Kemény      | Fudzsivara Rika     | Kimiko Date-Krumm Csang Suaj        | 4–6, 6–4, [10–7]  |
| Győztes  | 7.  | 2012. november 4.   | Tajpej, Tajvan        | Szőnyeg (f) | Kristina Mladenovic | Csang Kaj-csen Volha Havarcova      | 5–7, 6–2, [10–8]  |
| Győztes  | 8.  | 2014. november 3.   | Tajpej, Tajvan        | Szőnyeg (f) | Csan Jung-zsan      | Csang Kaj-csen Csuang Csia-zsung    | 6–4, 6–3          |

## Eredményei Grand Slam-tornákon

### Párosban
| Grand Slam | Australian Open              | Australian Open                   | Roland Garros              | Roland Garros                      | Wimbledon                 | Wimbledon                                  | US Open                    | US Open                               |
| Év         | Eredmény Partner             | Utolsó ellenfél                   | Eredmény Partner           | Utolsó ellenfél                    | Eredmény Partner          | Utolsó ellenfél                            | Eredmény Partner           | Utolsó ellenfél                       |
| 2012       | –                            | –                                 | 3. kör Csan Jung-zsan      | J. Makarova J. Vesznyina           | 1. kör Csan Jung-zsan     | N. Llagostera Vives M. J. Martínez Sánchez | 1. kör Csan Jung-zsan      | N. Grandin V. Uhlířová                |
| 2013       | 1. kör Csan Jung-zsan        | Nuria Llagostera Vives Cseng Csie | 2. kör Darija Jurak        | Janette Husárová Sabine Lisicki    | 1. kör A Medina Garrigues | Jelena Janković M Lučić-Baroni             | 1. kör Csan Jung-zsan      | A-L Grönefeld Květa Peschke           |
| 2014       | 3. kör Liezel Huber          | Květa Peschke K Srebotnik         | 2. kör Csan Jung-zsan      | Liezel Huber Lisa Raymond          | 1. kör Csan Jung-zsan     | Alizé Cornet Caroline Garcia               | 2. kör Csan Jung-zsan      | Krumm Date K B Záhlavová-Strýcová     |
| 2015       | 1. kör Květa Peschke         | Sz Kuznyecova Samantha Stosur     | 3. kör A Medina Garrigues  | Andrea Hlaváčková Lucie Hradecká   | 3. kör A Van Uytvanck     | R Kops-Jones Abigail Spears                | Negyeddöntő Csan Jung-zsan | Martina Hingis Szánija Mirza          |
| 2016       | Negyeddöntő Csan Jung-zsan   | Andrea Hlaváčková Lucie Hradecká  | Negyeddöntő Csan Jung-zsan | J Makarova J Vesznyina             | 2. kör Csan Jung-zsan     | Jelena Janković Aleksandra Krunić          | 2. kör Csan Jung-zsan      | A Kudrjavceva Sabine Lisicki          |
| 2017       | 1. kör Csan Jung-zsan        | Liang Csen Jang Csao-hszüan       | 3. kör Barbora Krejčíková  | Lucie Hradecká Kateřina Siniaková  | Döntő Monica Niculescu    | J Makarova J Vesznyina                     | Negyeddöntő Csang Suaj     | Csan Jung-zsan Martina Hingis         |
| 2018       | 3. kör Katarina Srebotnik    | Latisha Chan A Sestini Hlaváčková | Elődöntő Jang Csao-hszüan  | Eri Hozumi Makoto Ninomiya         | 2. kör Jang Csao-hszüan   | Christina McHale Jeļena Ostapenko          | 2. kör Jang Csao-hszüan    | Caroline Dolehide Christina McHale    |
| 2019       | Negyeddöntő Latisha Chan     | Jennifer Brady Alison Riske       | 2. kör Latisha Chan        | Darja Kaszatkina Anett Kontaveit   | 3. kör Latisha Chan       | Elise Mertens A Szabalenka                 | 2. kör Latisha Chan        | A Pavljucsenkova Anastasija Sevastova |
| 2020       | Elődöntő Latisha Chan        | Babos Tímea Kristina Mladenovic   | –                          | –                                  | elmaradt                  | elmaradt                                   | –                          | –                                     |
| 2021       | 1. kör Latisha Chan          | Sharon Fichman Giuliana Olmos     | 3. kör Latisha Chan        | Darija Jurak Andreja Klepač        | Negyeddöntő Latisha Chan  | Caroline Dolehide Storm Sanders            | 1. kör Harriet Dart        | Alizé Cornet Fiona Ferro              |
| 2022       | –                            | –                                 | 1. kör Aojama Súko         | I-C Begu Camila Osorio             | Negyeddöntő Aojama Súko   | Ljudmila Kicsenok Jeļena Ostapenko         | 3. kör Aojama Súko         | Barbora Krejčíková Kateřina Siniaková |
| 2023       | Negyeddöntő Jang Csao-hszüan | Cori Gauff Jessica Pegula         | Negyeddöntő Latisha Chan   | Leylah Fernandez Taylor Townsend   | 2. kör Latisha Chan       | Marie Bouzková S Sorribes Tormo            | 2. kör Giuliana Olmos      | Sophie Chang Alycia Parks             |
| 2024       | 2. kör Giuliana Olmos        | Emma Navarro Gyiana Snajgyer      | 3. kör V Kugyermetova      | Caroline Dolehide Desirae Krawczyk | 3. kör V Kugyermetova     | Barbora Krejčíková Laura Siegemund         | Elődöntő V Kugyermetova    | Ljudmila Kicsenok Jeļena Ostapenko    |
| 2025       | 3. kör Ljudmila Kicsenok     | Kristina Mladenovic Csang Suaj    | 2. kör Giuliana Olmos      | Lucia Bronzetti Ann Li             | 3. kör Barbora Krejčíková | Caroline Dolehide Sofia Kenin              |                            |                                       |

## Év végi világranglista-helyezései
| Év     | 2008 | 2009 | 2010 | 2011 | 2012 | 2013  | 2014  | 2015 | 2016 | 2017 | 2018 | 2019 | 2020 | 2021 | 2022 | 2023 | 2024  |
| Egyéni | −    | −    | −    | −    | −    | 1195. | 1236. | −    | −    | −    | −    | −    | −    | −    | −    | −    | 1094. |
| Páros  | 556. | 785. | 479. | 119. | 50.  | 26.   | 27.   | 12.  | 12.  | 17.  | 25.  | 15.  | 15.  | 32.  | 40.  | 21.  | 16.   |